# فرد وود (لاعب كرة قاعدة)
فرد وود (بالإنجليزية: Fred Wood)‏ هو لاعب كرة قاعدة أمريكي، ولد في 21 يوليو 1865 في Dundas, Ontario ‏ في كندا، وتوفي في 17 نوفمبر 1935 في لندن في كندا.

## وصلات خارجية
- فرد وود على موقعبيزبول رفرنس.كوم (الدوري الرئيسي) (الإنجليزية)
- فرد وود على موقعبيزبول رفرنس.كوم (الدوري الثانوي) (الإنجليزية)